# شهاب‌الدین زائروف
شهاب‌الدین زائروف (انگلیسی: Shakhobidin Zoirov؛ زادهٔ ۳ مارس ۱۹۹۳) بوکسور اهل ازبکستان است.